# Lore Antoine
Lore Antoine (* 31. Juli 1895 als Laura Maria Luise Trappen in Stara Sava, Jesenice; † 28. Februar 1982 in Wien) war eine österreichische Dermatologin, Universitätslehrende und Verbandsfunktionärin.

## Leben

### Jugend und Studium
Laura Maria Luise Trappen wurde in Stara Sava bei Jesenice im heutigen Slowenien geboren. Ihr Vater war der Gutsbesitzer August Trappen, ihre Mutter Gisela (geb. Luckmann) stammte aus einer bekannten Familie in Ljubljana. Sie wuchs mit ihrer Schwester zweisprachig (deutsch und slowenisch) auf.
Nachdem sie Privatunterricht erhalten hatte, wurde sie mit 14 Jahren in eine Klosterschule in Lindau am Bodensee geschickt. Ihre Schullaufbahn beendete sie an der Schwarzwaldschule in Wien, zeitgleich brach der Erste Weltkrieg aus.
Trappen begann auf eigenen Wunsch eine Ausbildung zur Krankenschwester und betreute verwundete Soldaten. Ihre Matura holte sie 1917 in Klagenfurt nach, wohin die Familie mittlerweile umgezogen war. Anschließend begann sie ein Medizinstudium an der Universität Wien.
In Wien lernte sie ihren Studienkollegen Tassilo Antoine kennen, den sie im März 1920 heiratete. Im folgenden Jahr brachte sie die Tochter Duglore zur Welt.

### Karriere in der ersten Republik
Im Juni 1923 promovierte Lore Antoine. Im selben Jahr trat sie der Organisation der Ärztinnen Österreichs (OÄÖ) bei, die sich für die Verbesserung der Arbeitsbedingungen von Ärztinnen einsetzte. 1926 wurde diese Vereinigung Mitglied der Dachorganisation Medical Women's International Association (MWIA).
Antoine absolvierte eine fachärztliche Ausbildung zur Dermatologin und  war in diesen Jahren an mehreren Wiener Kliniken ohne Besoldung beschäftigt. 1927 schloss sie die Ausbildung an der Universitätsklinik für Syphilidologie und Dermatologie bei Ernest Finger und Wilhelm Kerl ab. Bei einem Aufenthalt am Hôpital Saint-Louis in Paris erlernte sie von Suzanne Noël die neuen Techniken der Plastischen Chirurgie. In Wien ließ sie sich als Dermatologin mit Spezialisierung auf Plastische Chirurgie nieder.
Seit 1927 war Antoine Mitglied des Verbandes der akademischen Frauen Österreichs (VAÖ) und in diesem für internationale Beziehungen zuständig. So reiste sie etwa 1932 nach Edinburgh zur Konferenz der International Federation of University Women (IFUW), wo unter anderem die Frage der „Nationalität der verheirateten Frau“ und jene der Abrüstung besprochen wurde.

### Im Nationalsozialismus
Das Ehepaar Antoine erlangte in der Zeit des Nationalsozialismus Anstellungen an der Universität Wien: Lore Antoine wurde 1942 als Lehrbeauftragte für Körperlehre und Gesundheitspflege am 1940 gegründeten Institut für Fächer des Frauenschaffens bestellt, diese Tätigkeit übte sie bis 1969 aus. Ihr Ehemann war von 1943 bis 1967 Ordinarius der Ersten Frauenklinik an der Universität Wien, ihm wurde vom Naziregime die „chirurgische Ausführung des Zwangssterilisationsgesetzes“ übertragen. Im Jahr seiner Bestellung war er Parteianwärter für die NSDAP gewesen. Von der Sonderkommission zur Entnazifizierung wurde Tassilo Antoine später als tragbar eingestuft, in der Begründung für die Einstufung findet sich eine „an eine Heiligenlegende erinnernde“ Anekdote. 1959 trat er als Rektor der Universität Wien am „Tag der Freiheitlichen Akademiker“ auf.

### Karriere in der zweiten Republik
In der nationalsozialistischen Diktatur aufgelöst, sollte die Interessensvertretung der Ärztinnen nach 1945 neugegründet werden. Lore Antoine beteiligte sich federführend an dieser Gründung und war bis 1974 Präsidentin der Vereinigung. 1950 war sie die erste Frau, die eine Sitzung der Gesellschaft der Ärzte in Wien leitete. 1947 vertrat sie mit Anneliese Hitzenberger die österreichischen Ärztinnen am Amsterdamer Kongress der MWIA und lobbyierte für die Wiederaufnahme in den Dachverband. 1966 bis 1968 war sie eine der Präsidentinnen der MWIA. Zur selben Zeit war Martha Kyrle Honorary Secretary der Organisation, das Sekretariat befand sich daher in Wien.
Auch für den VAÖ reiste sie 1947 ins Ausland, nach Toronto, und erreichte die Wiederaufnahme der österreichischen Akademikerinnen in die internationale Dachorganisation IFUW.
1962 bis 1966 war sie Unionspräsidentin des österreichischen Soroptimist-Club. Sie war Ehrenmitglied der Deutschen Gesellschaft für Ästhetische Medizin. 1980 ging sie in Pension und gab ihre niedergelassene Praxis auf.

### Nachwirken
Seit 2009 vergibt die Organisation der Ärztinnen Österreichs (OÄÖ) einen Lore-Antoine-Preis an Ärztinnen und Medizinstudentinnen für Publikationen auf dem Gebiet der Gender-Medizin.

## Auszeichnungen
- 1965: Ehrennadel, Verband der akademischen Frauen Österreichs[1][15]
- 1979: Goldenes Ehrenzeichen für langjährige Verdienste, Wiener Ärztekammer[1]

## Schriften
- Kosmetik. In: Franz Pokorny (Hrsg.): Konsilium. Diagnostisch-therapeutisches Taschenbuch. Nach der Wiener medizinischen Schule. Urban & Schwarzenberg, Wien 1948.
- Geschichte des Medizinstudiums der Frau in Österreich. In: Frauen-Rundschau. Nr. 2, 1950, S. 4–5.
- Hauterkrankungen / Geschlechtskrankheiten / Schönheitspflege (Kosmetik). In: Heinrich Wallnöfer (Hrsg.): Deine Gesundheit. Das Handbuch für gesunde und kranke Tage. Universum, Wien 1951.
- L. Antoine, H. v. Seemen: Plastische, kosmetische und Wiederherstellungschirurgie. Dermatologische Kosmetik. In: Johannes Kretz (Hrsg.): Therapie und Praxis. Band 13. Urban & Schwarzenberg, Wien 1958.
- Soroptimist International Association, österreichische Union. In: Sechzig Jahre Bund österreichischer Frauenvereine. Schöler-Borotha, Wien 1964.